# Thomas Newman
Thomas Montgomery Newman (Los Ángeles, California, 20 de octubre de 1955) es un compositor estadounidense.

## Biografía
Nieto de inmigrantes judíos de Rusia, forma parte de una de las familias de compositores de cine más conocidas en Hollywoodː es hijo de Alfred Newman, autor de la música de películas como The Battle of Midway, Flicka, La canción de Bernadette, Gentleman's Agreement, All About Eve o The Robe, además de ser el autor de la característica sintonía de la 20th Century Fox. 
Su tío, Lionel Newman, compuso Hello, Dolly!, su hermano, David Newman, ha realizado la música de películas como Daddy Day Care, Smoochy o Ice Age y su primo, Randy Newman, es un conocido compositor.

## Carrera
Cuando era joven, Thomas estudió piano y violín. De mayor ingresó en la Universidad del Sur de California, donde cursó sus estudios en composición y  orquestación con Rederick Lesmann y David Raksin. También estudió en la Universidad de Yale, donde obtuvo el grado de maestro en composición, junto a Jacob Druckman, Robert Moore y Bruce MacCombie. En 1984 comenzó su carrera de compositor con su música para la película Reckless. Tuvo un gran éxito en 1994, cuando fue dos veces nominado al Óscar por su música para las películas Mujercitas y The Shawshank Redemption.
Una de las características de su obra es su continuo cambio de estilosː ha transitado de la aclamada American Beauty, en la que hacía uso de diversos instrumentos en un estilo rítmico con piezas minimalistas, a otras bandas sonoras en las que hace uso de la orquesta. Ha sido nominado catorce veces al Óscar en la categoría de Mejor banda sonora y una vez en la categoría de Mejor canción original, aunque hasta la fecha no ha ganado.

## Estilo
Muchas de las composiciones de Newman son principalmente electrónicas. A partir de 1991 sus composiciones se volvieron más orquestales, como por ejemplo en ‘The Rapture’. A menudo utiliza instrumentos poco convencionales, tales como la zanfona, la mandolina, la tabla, el xaphoon o el saz. Para la música de la película American Beauty, usó muchos tipos de instrumentos exóticos y tradicionales, como el khim (cierto tipo de tambor), que es apoyado por música de piano y flauta. Sin embargo, también hace composiciones de naturaleza convencional, como por ejemplo la de las películas The Shawshank Redemption o Camino a la perdición. Además, usa diferentes tipos de percusión, así como diferentes melodías provenientes de la música clásica, la música popular y el jazz.

## Filmografía básica
- White Bird (2024), de Marc Foster.
- 1917 (película) (2019), de Sam Mendes.
- Tolkien (2018), de Dome Karukoski.
- Unsane (2018), de Steven Soderbergh.
- Deber cumplido (2017), de Jason Hall.
- Victoria & Abdul (2017), de Stephen Frears.
- Passengers (2016), de Morten Tyldum.
- Buscando a Dory (2016), de Andrew Stanton.
- Spectre (2015), de Sam Mendes.
- Bridge of Spies (2015), de Steven Spielberg.
- He Named Me Malala (2015), de Davis Guggenheim.
- El nuevo exótico Hotel Marigold (2015), de John Madden.
- El juez (2014), de David Dobkin.
- Get on Up (2014), de Tate Taylor.
- Saving Mr. Banks (2014), de John Lee Hancock.
- Side Effects (2013), de Steven Soderbergh.
- Skyfall (2012), de Sam Mendes..
- The Newsroom (2012), de Aaron Sorkin.
- The Best Exotic Marigold Hotel (2011), de John Madden.
- La dama de hierro (2011), de Phyllida Lloyd.
- The Help (2011), de Tate Taylor.
- The Adjustment Bureau (2011), de George Nolfi.
- The Debt (2011), de John Madden.
- Brothers (2009), de Jim Sheridan.
- Revolutionary Road (2009), de Sam Mendes.
- WALL·E (2008), de Andrew Stanton.
- Towelhead (2007), de Alan Ball.
- Johnny Kapahala: Back on Board (2007), de Eric Bross.
- The Good German (2006), de Steven Soderbergh.
- Little Children (2006), de Todd Field.
- Cinderella Man (2005), de Ron Howard.
- Jarhead (2005), de Sam Mendes.
- Lemony Snicket's A Series of Unfortunate Events (2004), de Brad Silberling.
- Buscando a Nemo (2003), de Andrew Stanton.
- Angels in America (2003), de Mike Nichols (Nonesuch 7559-79837-2).
- Camino a la Perdición (2002), de Sam Mendes (Decca 017 167-2DH).
- White Oleander (2002), de Peter Kosminsky.
- En la habitación (2001), de Todd Field.
- Six Feet Under (tema principal) (2001), de Alan Ball.
- Erin Brockovich (2000), de Steven Soderbergh.
- Cadena de favores (2000), de Mimi Leder.
- Boston Public (tema principal) (2000), de David E. Kelley.
- The Green Mile (1999), de Frank Darabont.
- American Beauty (1999), de Sam Mendes.
- ¿Conoces a Joe Black? (1998), de Martin Brest.
- The Horse Whisperer (1998), de Robert Redford.
- Oscar and Lucinda (1997), de Gillian Armstrong.
- El laberinto rojo (1997), de Jon Avnet.
- Mad City (1997), de Costa-Gavras.
- The People vs. Larry Flynt (1996) de Miloš Forman.
- American Buffalo (1996), de Michael Corrente.
- Phenomenon (1996), de Jon Turteltaub.
- Íntimo y personal (1996), de Jon Avnet.
- How to Make an American Quilt (1995), de Jocelyn Moorehouse.
- Unstrung Heroes (1995), de Diane Keaton.
- The Shawshank Redemption (1994), de Frank Darabont.
- Mujercitas (película de 1994) (1994), de Gillian Armstrong.
- The War (1994), de Jon Avnet.
- The Favor (1994), de Donald Petrie.
- Tres formas de amar (1994), de Andrew Fleming.
- Josh and S.A.M. (1993), de Billy Weber.
- Flesh and Bone (1993), de Steve Kloves.
- Scent of a Woman (1992), de Martin Brest.
- Whispers in the Dark (1992), de Christopher Crowe.
- The Player (1992), de Robert Altman.
- Tomates verdes fritos (1991), de Jon Avnet.
- The Linguini Incident (1991), de Richard Shepard.
- El despertar de Sharon (1991), de Michael Tolkin.
- Deceived (1991), de Damian Harris.
- Career Opportunities (1990), de Bryan Gordon.
- Naked Tango (1990), de Leonard Schrader.
- Heat Wave (1990), de Kevin Hooks.
- Men Don't Leave (1990), de Paul Brickman.
- Cookie (1989), de Susan Seidelman.
- The Great Outdoors (1988), de Howard Deutch.
- The Prince of Pennsylvania (1988), de Ron Nyswaner.
- Less Than Zero (1987), de Marek Kanievska.
- The Lost Boys (1987), de Joel Schumacher.
- Light of Day (1987), de Paul Schrader.
- Jumpin' Jack Flash (1986), de Penny Marshall.
- Gung Ho (1986), de Ron Howard.
- Real Genius (1985), de Martha Coolidge.
- The Man with One Red Shoe (1985), de Stan Dragoti.
- Girls Just Want to Have Fun (1985), de Alan Metter.
- Desperately Seeking Susan (1985), de Susan Seidelman.
- Grandview, U.S.A. (1984), de Randal Kleiser.
- Revenge of the Nerds (1984), de Jeff Kanew.
- Reckless (1984), de James Foley.

## Discografía
- [Snow Blind (1997), de Tom Newman & Friends].

## Premios y distinciones
Premios Óscar
| Año  | Categoría              | Película                                        | Resultado |
| ---- | ---------------------- | ----------------------------------------------- | --------- |
| 1995 | Mejor banda sonora     | Mujercitas                                      | Nominado  |
| 1995 | Mejor banda sonora     | The Shawshank Redemption                        | Nominado  |
| 1996 | Mejor banda sonora     | Unstrung Heroes                                 | Nominado  |
| 2000 | Mejor banda sonora     | American Beauty                                 | Nominado  |
| 2003 | Mejor banda sonora     | Camino a la perdición                           | Nominado  |
| 2004 | Mejor banda sonora     | Buscando a Nemo                                 | Nominado  |
| 2005 | Mejor banda sonora     | Lemony Snicket's A Series of Unfortunate Events | Nominado  |
| 2007 | Mejor banda sonora     | The Good German                                 | Nominado  |
| 2009 | Mejor banda sonora     | WALL-E                                          | Nominado  |
| 2009 | Mejor canción original | WALL-E                                          | Nominado  |
| 2013 | Mejor banda sonora     | Skyfall                                         | Nominado  |
| 2014 | Mejor banda sonora     | Saving Mr. Banks                                | Nominado  |
| 2016 | Mejor banda sonora     | Bridge of Spies                                 | Nominado  |
| 2017 | Mejor banda sonora     | Passengers                                      | Nominado  |
| 2020 | Mejor banda sonora     | 1917                                            | Nominado  |

Premios BAFTA
| Año  | Categoría                | Película        | Resultado |
| ---- | ------------------------ | --------------- | --------- |
| 2000 | Mejor música de película | American Beauty | Ganador   |
| 2009 | Mejor música de película | WALL·E          | Nominado  |
| 2012 | Mejor música de película | Skyfall         | Ganador   |

Otros premios
| Premios                  | Año  | Categoría                                                    | Película                                        | Resultado |
| ------------------------ | ---- | ------------------------------------------------------------ | ----------------------------------------------- | --------- |
| Premios Emmy             | 1991 | Mejor música de créditos                                     | Against the Law                                 | Nominado  |
| Premios Grammy           | 1995 | Mejor álbum de banda sonora para una película                | The Shawshank Redemption                        | Nominado  |
| Premios Grammy           | 1997 | Mejor álbum de banda sonora para una película                | Unstrung Heroes                                 | Nominado  |
| Premios Globo de Oro     | 2000 | Mejor banda sonora                                           | American Beauty                                 | Nominado  |
| Premios Grammy           | 2001 | Mejor álbum de banda sonora para una película                | The Shawshank Redemption                        | Ganador   |
| Premios Emmy             | 2002 | Mejor música de créditos                                     | Six Feet Under                                  | Ganador   |
| Premios Grammy           | 2003 | Mejor composición instrumental                               | Six Feet Under                                  | Ganador   |
| Premios Grammy           | 2003 | Mejor arreglo, instrumental o a capela                       | Six Feet Under                                  | Ganador   |
| Premios World Soundtrack | 2003 | Mejor banda sonora del año                                   | Camino a la perdición                           | Nominado  |
| Premios Annie            | 2004 | Música sobresaliente en una película animada Producción      | Buscando a Nemo                                 | Ganador   |
| Premios Grammy           | 2005 | Mejor álbum de banda sonora para una película                | Angels in America                               | Nominado  |
| Premios World Soundtrack | 2005 | Mejorcompositor del año                                      | Lemony Snicket's a series of unfortunate events | Nominado  |
| Premios World Soundtrack | 2008 | Mejor canción original escrita directamente para la película | WALL·E                                          | Ganador   |
| Premios World Soundtrack | 2008 | Mejor banda sonora del año                                   | WALL·E                                          | Ganador   |
| Premios Globo de Oro     | 2009 | Mejor banda sonora                                           | WALL·E                                          | Nominado  |
| Premios Grammy           | 2009 | Mejor álbum de banda sonora para una película                | WALL·E                                          | Nominado  |
| Premios Grammy           | 2009 | Mejor álbum de banda sonora para una película                | WALL·E                                          | Ganador   |
| Premios Grammy           | 2009 | Mejor arreglo, instrumental o a capela                       | WALL·E                                          | Ganador   |
| Premios Classical Brit   | 2010 | Banda sonora del año                                         | Revolutionary Road                              | Ganador   |
| Premios Globo de Oro     | 2012 | Mejor banda sonora                                           | The Help                                        | Nominado  |